# Ji Cheng
Ji Cheng  (计成) nació en 1582, décimo año del reinado de Wanli, en la ciudad de Tongli (Wujiang, Suzhou). Murió, probablemente, hacia 1642
Los jardines que concibió durante la Dinastía Ming son una referencia histórica en esta materia. En su juventud, Ji Cheng, ya se dio a conocer como pintor de paisajes y constructor de jardines privados. Se inspiró para el diseño de sus jardines en pintores tales como Guan Tong (关仝) y Jing Hao (荆浩).
Diseñó numerosos jardines privados en el Sur de China y dejó constancia de su experiencia, al término de su vida, en una obra que se hizo célebre : Yuan Ye (园冶, Tratado de la jardinería 1631). Es la primera monografía dedicada a la arquitectura de los jardines.
Dejó escrito un pensamiento a propósito de los jardines chinos : Aunque todo esto no sea más que una creación humana, puede parecer, sin embargo, una obra celestial.
- Datos: Q3089320